# Иммокали (Флорида)
Иммокали (англ. Immokalee) — статистически обособленная местность, расположенная в округе Коллиер (штат Флорида, США) с населением в 19 763 человека по статистическим данным переписи 2000 года.

## География
По данным Бюро переписи населения США статистически обособленная местность Иммокали имеет общую площадь в 20,98 квадратных километров, водных ресурсов в черте населённого пункта не имеется.
Статистически обособленная местность Иммокали расположена на высоте 10 м над уровнем моря.

## Демография
| Год переписи        | Нас.  |  | %±     |
| ------------------- | ----- |  | ------ |
| 1960                | 3224  |  | —      |
| 1970                | 3764  |  | 16,7%  |
| 1980                | 11038 |  | 193,3% |
| 1990                | 14120 |  | 27,9%  |
| 2000                | 19763 |  | 40%    |
| 1960–2000 Источник: |       |  |        |

По данным переписи населения 2000 года в Иммокали проживало 19 763 человека, 3635 семей, насчитывалось 4715 домашних хозяйств и 4987 жилых домов. Средняя плотность населения составляла около 941,99 человека на один квадратный километр. Расовый состав населённого пункта распределился следующим образом: 38,51 % белых, 18,03 % — чёрных или афроамериканцев, 1,03 % — коренных американцев, 0,20 % — азиатов, 0,19 % — выходцев с тихоокеанских островов, 6,38 % — представителей смешанных рас, 35,66 % — других народностей. Испаноговорящие составили 70,98 % от всех жителей статистически обособленной местности.
Из 4715 домашних хозяйств в 49,7 % воспитывали детей в возрасте до 18 лет, 45,5 % представляли собой совместно проживающие супружеские пары, в 20,0 % семей женщины проживали без мужей, 22,9 % не имели семей. 13,1 % от общего числа семей на момент переписи жили самостоятельно, при этом 3,9 % составили одинокие пожилые люди в возрасте 65 лет и старше. Средний размер домашнего хозяйства составил 3,91 человек, а средний размер семьи — 4,10 человек.
Население статистически обособленной местности по возрастному диапазону по данным переписи 2000 года распределилось следующим образом: 34,9 % — жители младше 18 лет, 15,7 % — между 18 и 24 годами, 31,2 % — от 25 до 44 лет, 14,1 % — от 45 до 64 лет и 4,1 % — в возрасте 65 лет и старше. Средний возраст жителей составил 25 лет. На каждые 100 женщин в Иммокали приходилось 129,6 мужчин, при этом на каждые сто женщин 18 лет и старше приходилось 145,9 мужчин также старше 18 лет.
Средний доход на одно домашнее хозяйство статистически обособленной местности составил 24 315 долларов США, а средний доход на одну семью — 22 628 долларов. При этом мужчины имели средний доход в 17 875 долларов США в год против 16 713 долларов среднегодового дохода у женщин. Доход на душу населения статистически обособленной местности составил 24 315 долларов в год. 34,6 % от всего числа семей в населённом пункте и 39,8 % от всей численности населения находилось на момент переписи населения за чертой бедности, при этом 46,1 % из них были моложе 18 лет и 26,9 % — в возрасте 65 лет и старше.